# Edison James
Edison James, né le 18 octobre 1943 à Marigot, est un homme d'État dominiquais, Premier ministre de 1995 à 2000.

## Biographie
Edison Chenfil James est né le 18 octobre 1943 à Marigot. il fait ses études secondaires en Dominique avait d'étudier la biologie et l'agronomie en Angleterre.
En 1973, il revient en Dominique. Il enseigne dans un premier temps avant d'être recruté par le Ministère de l'Agriculture, puis de travailler pour la Banque de développement des Caraïbes. De 1980 à 1987, il est directeur général de la Dominica Banana Growers Association (DBGA), puis de la Dominica Banana Marketing Corporation (DBMC). En parallèle, il occupe des postes de dirigeants dans les instances du cricket, comme manager de l'Équipe des îles Windward de cricket.
En 1988, il fonde le Parti uni des travailleurs (UWP) dont il devient le premier leader. En 1990, le parti remporte six sièges sur vingt et un à l'Assemblée et James devient le leader de l'opposition. En tant que tel, il critique le Parti de la liberté de Dominique au pouvoir pour l'instauration du programme de nationalité contre investissement. 
En 1995, il met fin au gouvernement d'Eugenia Charles et devient Premier ministre en remportant onze sièges sur vingt et un. Face à l'affaissement du l'industrie de la banane, son gouvernement essaye de diversifier l'économie. Il autorise la création d'entreprises off-shore. En outre, il permet à une société minière australienne de mener des forages exploratoires sur l'île, mais ce projet est abandonné à la suite des protestations de la population et pour conserver la réputation d'île nature. L'opposition est aussi très virulente quand le gouvernement privatise totalement la compagnie d'électricité. Le gouvernement est également contesté pour avoir remanié et élargi pour le programme de citoyenneté économique au moment de son entrée en fonction. Certains pensaient que l'île pourrait devenir un refuge pour les éléments criminels. En essayant d'augmenter le nombre de visiteurs sur l'île, le gouvernement cherche à construire un aéroport international, il achète les terrains requis pour l'aéroport mais n'a pas eu le temps de commencer physiquement le projet. Les accusations de corruption contre le gouvernement sont de plus en plus fortes, et l'UWP perd les élections de 2000.
Edison James redevient alors leader de l'opposition. Après une nouvelle défaite en 2005, il est remplacé à la tête du parti par Earl Williams, puis de nouveau comme leader de l'opposition en 2007.